# Maria Kownacka
Maria Ludwika Kownacka (11. září 1894 Słup – 27. února 1982 Varšava) byla polská spisovatelka, překladatelka z ruštiny, přispívala do časopisu „Dziennik Dziecięcy“ (prvních 5 vydání neslo název „Jawnutka“), který byl vydáván v době varšavského povstání. Psala především divadelní a rozhlasové hry pro děti. Spolupracovala s časopisem „Płomyk”, kde debutovala v roce 1919.

## Dílo
- Szewczyk Dratewka (Švec Dratvička)

### Uvedení v Česku
- 1998 Švec Dratvička, Dejvické divadlo, premiéra: 18. října 1998, derniéra: 14. října 2001, režie: Markéta Schartová[1][p 1]